# Kässjö
Kässjö är en sjö i Emmaboda kommun i Småland och ingår i Lyckebyåns huvudavrinningsområde. Sjön har en area på 0,39 kvadratkilometer och ligger 130,9 meter över havet. Vid provfiske har bland annat abborre, braxen, gädda och mört fångats i sjön.

## Delavrinningsområde
Kässjö ingår i det delavrinningsområde (627593-148981) som SMHI kallar för Utloppet av Kässjö. Medelhöjden är 147 meter över havet och ytan är 12,88 kvadratkilometer. Räknas de 4 avrinningsområdena uppströms in blir den ackumulerade arean 40,7 kvadratkilometer. Gusemålabäcken som avvattnar avrinningsområdet har biflödesordning 2, vilket innebär att vattnet flödar genom totalt 2 vattendrag innan det når havet efter 67 kilometer. Avrinningsområdet består mestadels av skog (81 procent). Avrinningsområdet har 0,7 kvadratkilometer vattenytor vilket ger det en sjöprocent på 5,4 procent.

## Fisk
Vid provfiske har följande fisk fångats i sjön:
- Abborre
- Braxen
- Gädda
- Mört
- Sarv
- Sutare